# Rallador

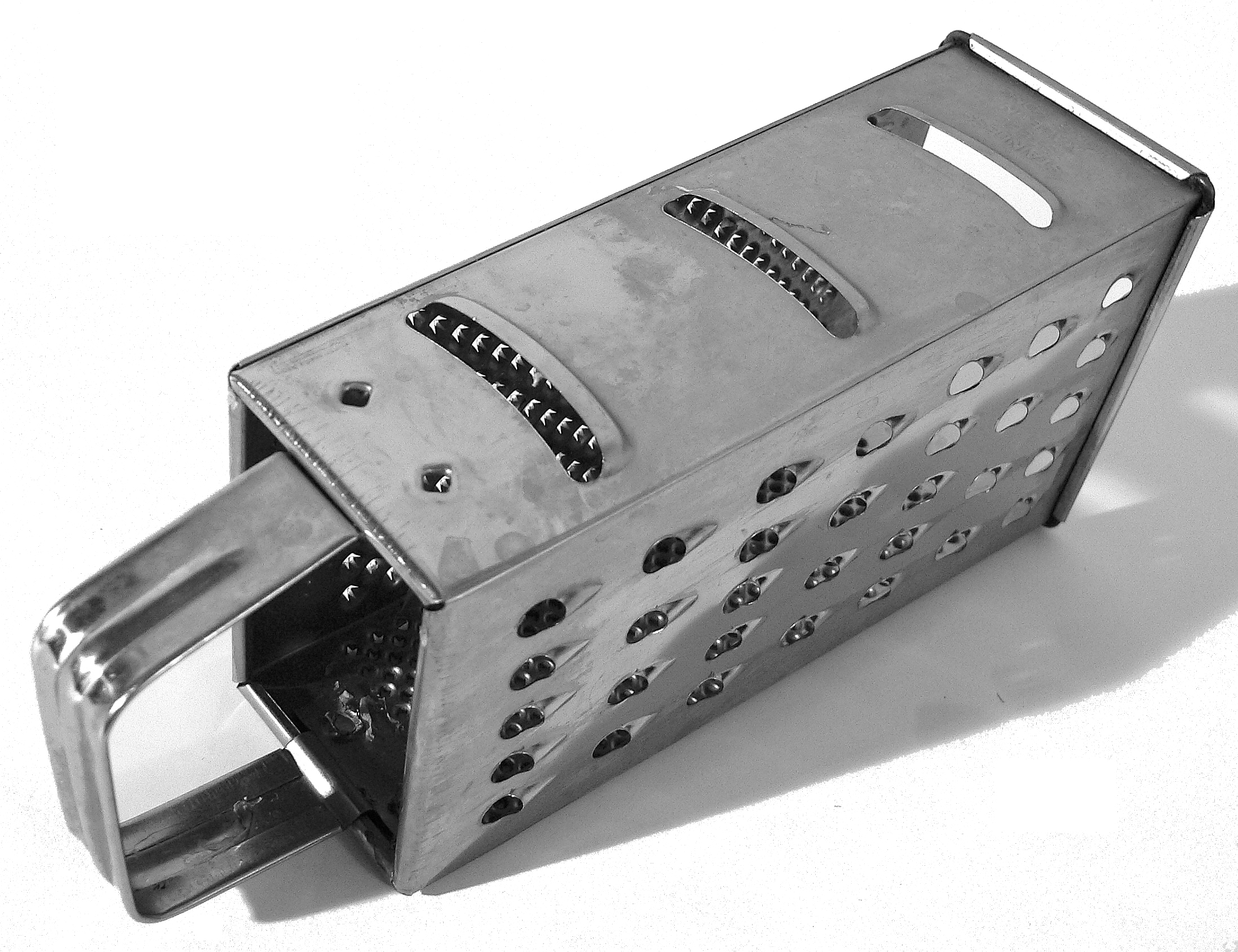
Rallador multifunción de cuatro lados.

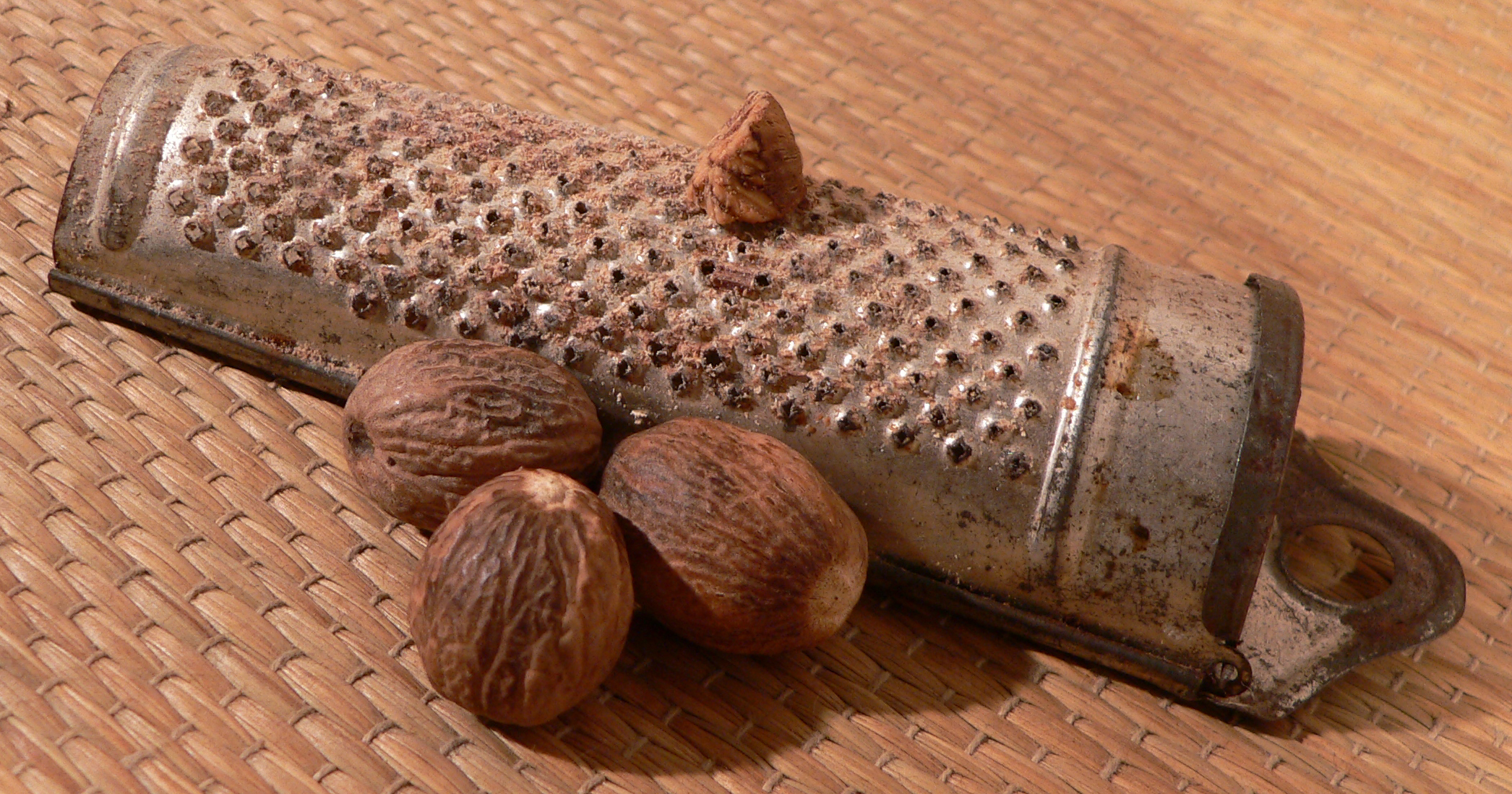
Rallador de nuez moscada.

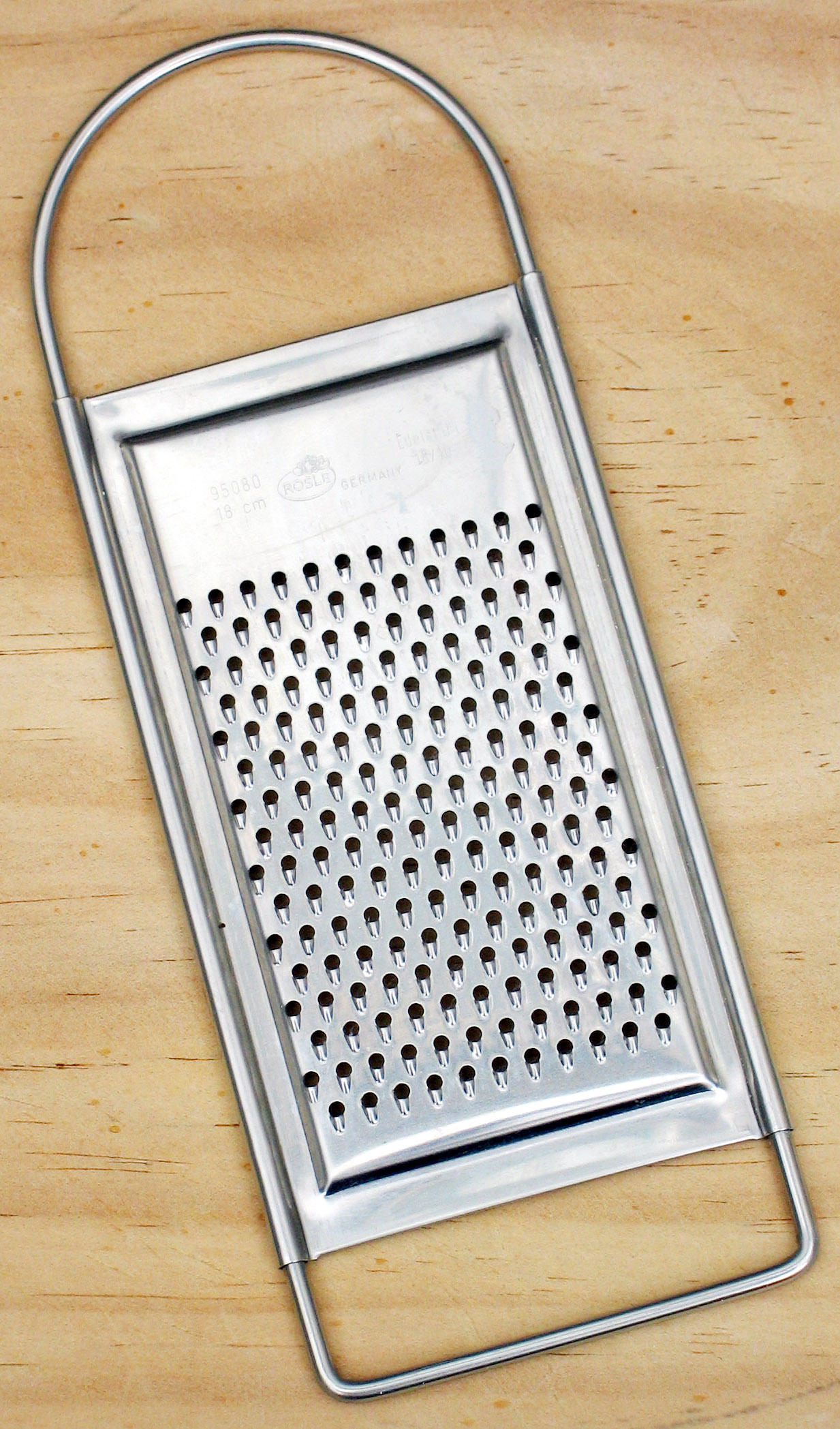
Rallador plano.

Un rallador (llamado también rallo en Venezuela y guayo en República Dominicana) es un utensilio de cocina empleado para desmenuzar alimentos sólidos mediante restregamiento, tales como frutas, verduras, pan duro, queso, etc. El rallador suele ser una pieza de acero o aluminio (en la cocina tradicional puede encontrarse algunos casos de ralladores hechos de cerámica o porcelana) con un conjunto de perforaciones sobre su superficie que recuerda a una lima. En el mercado existen pocos modelos de plástico.
El funcionamiento de este tipo de utensilios es muy sencillo: el alimento se raspa repetidamente contra la superficie rugosa de las perforaciones del rallador y de esta manera se obtiene el producto rallado en su parte inferior, que suele ponerse sobre un plato, un paño, un papel de cocina o cualquier superficie capaz de recoger los finos fragmentos obtenidos.

## Variantes
Existen diferentes tipos de ralladores en la cocina capaces de rallar y laminar exclusivamente algunos alimentos.
De esta manera, se obtienen ralladores y laminadores de
queso parmesano,
pan duro,
nuez moscada,
trufa,
patatas,
etc.
Muchos ralladores suelen ser multifuncionales, es decir, permiten un rallado fino, medio o incluso grueso (en forma de virutas).